# 구조하치만역
구조하치만역(일본어: 郡上八幡駅)은 일본 기후현 구조시에 위치한 나가라가와 철도 에쓰미난 선의 철도역이다. 단선 · 섬식의 형태를 합친 2면 3선 구조의 복합 승강장을 갖춘 지상역이다.

## 타는 곳
| 1 | ■ 에쓰미난 선 | 상행        | 미노시 · 세키 · 미노오타 방면             |
| 2 | ■ 에쓰미난 선 | 하행        | 미노시로토리 · 시로토리코겐 · 호쿠노 방면 |
| 3 | 예비 승강장   | 예비 승강장 | 예비 승강장                               |

## 이용 현황
| 승차 인원 추이 | 승차 인원 추이     |
| 연도           | 1일 평균 승차 인원 |
| -------------- | ------------------ |
| 2011           | 138                |
| 2012           | 155                |
| 2013           | 170                |
| 2014           | 159                |
| 2015           | 137                |

## 역 주변
- 도카이 호쿠리쿠 자동차도 구조하치만 나들목
- 국도 제156호선
- 국도 제256호선
- 기후 현도 327호 하치만테이샤조 선
- 구조 시민 병원
- 구조하치만 지방 합동 청사

## 인접 역
| 나가라가와 철도 에쓰미난 선 | 나가라가와 철도 에쓰미난 선 | 나가라가와 철도 에쓰미난 선 |
| --------------------------- | --------------------------- | --------------------------- |
| 아이오이 미노오타 방면      | ■ 에쓰미난 선               | 시젠엔마에 호쿠노 방면      |